# Santa Anna de Mataró
Santa Anna de Mataró és una església del municipi de Mataró (Maresme) inclosa en l'Inventari del Patrimoni Arquitectònic de Catalunya. L'església de Santa Anna formava part d'un antic col·legi enderrocat en època recent, pertanyent a la congregació de les Escoles Pies.

## Descripció
És un edifici religiós on destaca la portada d'estil barroc, de tipus façana-retaule de perfil molt mogut. La porta està flanquejada per dues columnes situades sobre un pedestal i coronades per un capitell corinti i un entaulament que semblen repetir-se en forma de baix relleu a la part del darrere per tal de donar mobilitat al conjunt. Sobre aquest entaulament hi ha un frontó que combina les línies còncavo-convexes pròpies del període barroc, al centre del qual s'obre una fornícula que conté la imatge de la Verge. En conjunt hi ha una gran profusió d'elements decoratius. A l'interior destaca la Capella del sagrament amb pintures de Jordi Arenas i escultura de Jordi Puiggalí (1960).